# Rømødæmningen
Rømødæmningen er en 9,2 km lang vejdæmning, der forbinder Rømø med fastlandet ved Skærbæk i Sønderjylland. Man begyndte at bygge den allerede i 1938, som et beskæftigelsesprojekt, men grundet 2. Verdenskrig blev arbejdet først færdiggjort i 1948. Der blev brugt 2 mio. m³ jord til arbejdet, og i årene 1940-41 var der 400 mand ansat til byggearbejdet. Den blev indviet d. 18. december 1948 og den var oprindeligt 8 meter bred på toppen, men i 1963 blev den udvidet til 12 meter grundet øget biltrafik. Særligt om sommeren bliver vejen benyttet, hvor omkring 10.000 biler hver dag passerer over dæmningen.
Dæmningen har været udsat for 3 større stormfloder, hvor dele af vejen er blevet ødelagt. Først i 1976, igen i 1981 og til sidst i 1999
Da dæmningen blev planlagt, valgte man at lade den følge vandskellet mellem Juvredybs og Listerdybs tidevandsområder, bortset fra stykket nærmest Rømø, hvor dæmningen fik et noget sydligere forløb. Derved afskar man et havområde på omkring 5 km², hvor tidevandet blev tvunget nord om øen. Dette har medført, at bl.a. Juvre-diget er blevet gennembrudt flere gange.
På begge sider af dæmningen er der anlagt slikgårde. Vedligeholdelsen af disse ophørte i 1992.

## Galleri
- Luftfoto fra Rømøsiden
- Panorama med marsk og får omkring dæmningens østlige del